# مات ميدلتون
مات ميدلتون (بالإنجليزية: Matt Middleton)‏ (24 أكتوبر 1907 في المملكة المتحدة - 1979) هو لاعب كرة قدم بريطاني (وحمل سابقاً جنسية المملكة المتحدة لبريطانيا العظمى وأيرلندا) في مركز حراسة المرمى. لعب مع برادفورد سيتي ونادي بليموث أرجايل ونادي ساوثبورت ونادي سندرلاند ونادي يورك سيتي ونادي بليث سبارتانز.